# Jastrzębie Górne (wieś)
Jastrzębie Górne – wieś w Polsce położona w województwie łódzkim, w powiecie zgierskim, w gminie Aleksandrów Łódzki.

## Historia
Wieś w formie rzędówki z luźną zabudową wzdłuż drogi, przekształcającą się stopniowo w ulicówkę.
W latach 1975–1998 miejscowość administracyjnie należała do ówczesnego województwa łódzkiego.